# Setodes yatharupa
Setodes yatharupa är en nattsländeart som beskrevs av Schmid 1987. Setodes yatharupa ingår i släktet Setodes och familjen långhornssländor. Inga underarter finns listade i Catalogue of Life.